# Ephedra pseudodistachya
Ephedra pseudodistachya är en kärlväxtart som beskrevs av M.G. Pachomova. Ephedra pseudodistachya ingår i släktet efedraväxter, och familjen Ephedraceae. Inga underarter finns listade i Catalogue of Life.